# Sul do Líbano

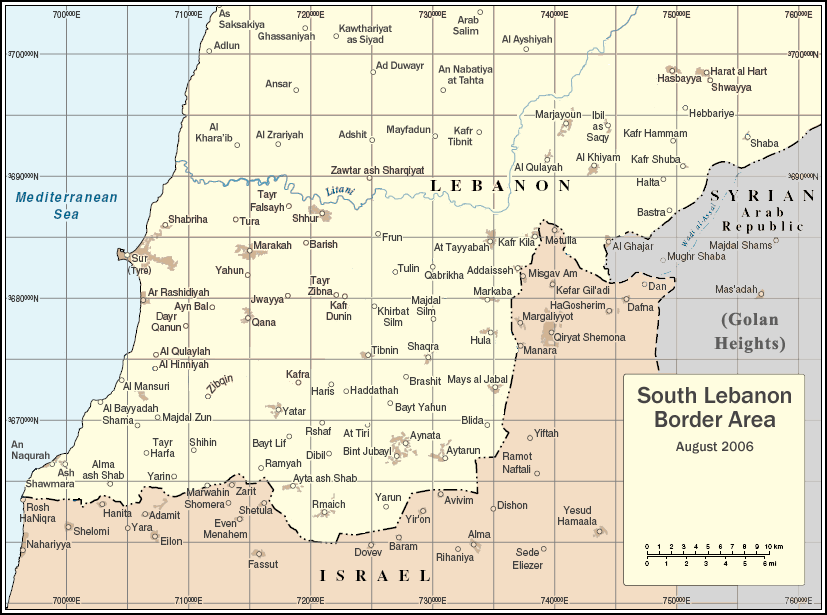
Sul do Líbano

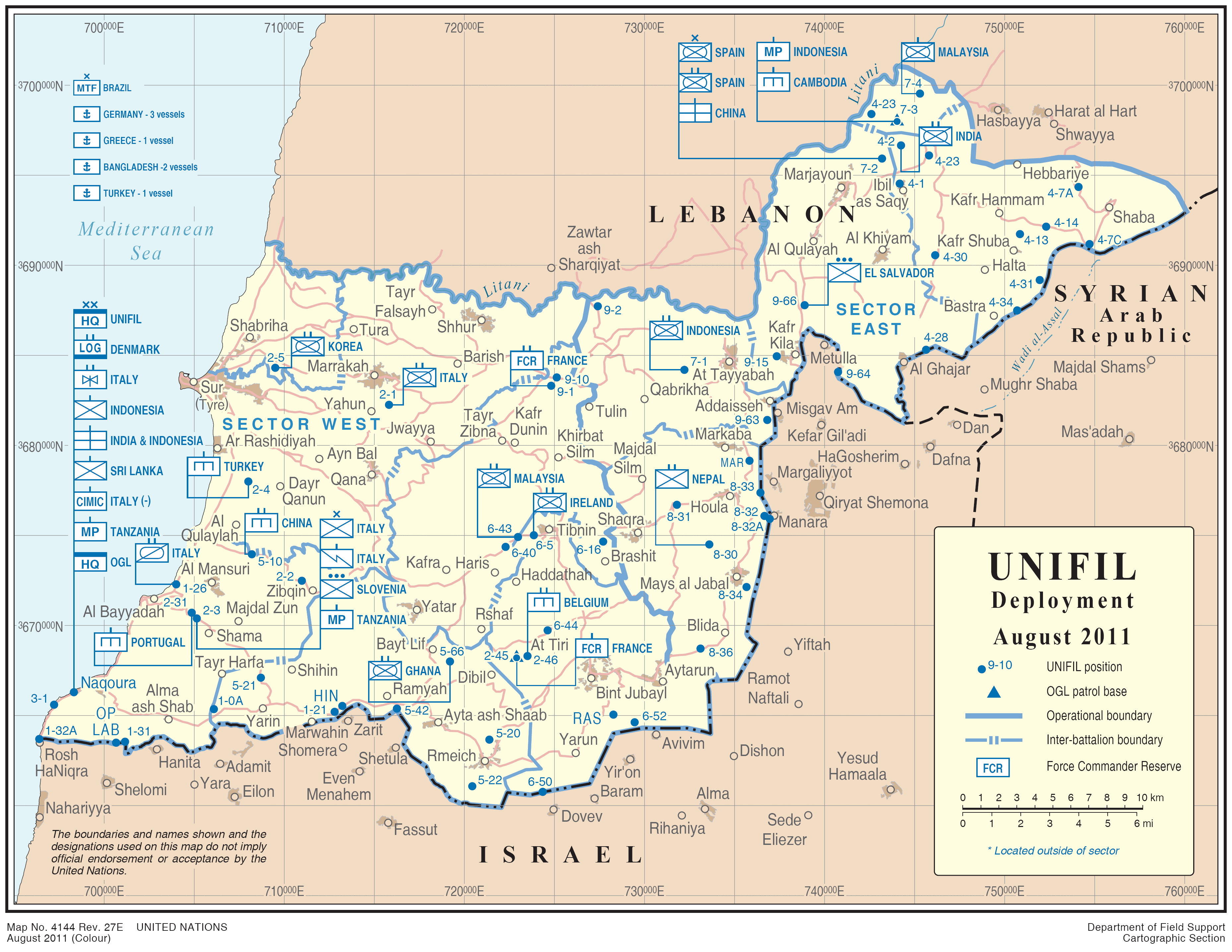
UNIFIL em agosto de 2011

Sul do Líbano é uma área geográfica do Líbano compreendendo as províncias do Líbano Meridional e Nabatiye. Estas duas entidades foram divididas da mesma província no início de 1990. A região é limitada ao sul por Israel com o qual compartilha 79 km de fronteira.
O sul do Líbano tornou-se a localização do autoproclamado Estado Livre do Líbano, anunciado em 1979 por Saad Haddad. O Estado não conseguiu ganhar reconhecimento internacional e sua autoridade se deteriorou com a morte de Saad Haddad em 1984.
Esta região se difere do restante do país por causa de sua importância no conflito árabe-israelense e no conflito palestino-israelense. Durante a guerra árabe-israelense de 1948 a região foi invadida pelo exército israelense na Operação Hiram. Na década de 1970, após os eventos do Setembro Negro, passaria a ser controlada por grupos palestinos para servir de base a seus ataques contra Israel. Na sequência da intervenção militar israelense no Líbano em 1982, foi ocupada por Israel até junho de 2000. Passou então a ser dominada politicamente e militarmente pelo Hezbollah, que fez seu reduto e depois disso começou a lançar ataques esporádicos contra Israel.  Em julho de 2006, Israel invade a região por trinta dias e, em seguida, se retira.
Atualmente a área é monitorada pela UNIFIL, responsável por se interpor entre israelenses e libaneses, e desde 2006 por fazer cumprir a Resolução 1701 do Conselho de Segurança das Nações Unidas.